# Harriet Fischer
Harriet Fischer, född 24 juli 1890 i Köpenhamn, död 1981, var en dansk konstnär.
Fischer studerade konst i Köpenhamn och under studieresor till Frankrike, Italien och Spanien. Hon var under 17 års tid bosatt i ett flertal europeiska länder innan hon 1940 slutligen bosatte sig i Köpenhamn. Separat ställde hon ut på bland annat Galerie Moderne i Stockholm 1934 och i Köpenhamn. Hennes konst består av porträtt, interiörer och landskapsmålningar i ett stiliserat och ytligt måleri.